# Divizia 1 Infanterie „Dacica”
Divizia 1 Infanterie „Dacica” este o mare unitate de nivel tactic-operativ a Armatei României, fiind subordonată Statului Major al Forțelor Terestre. Unitatea este continuatoarea tradițiilor istorice și de luptă ale ale Armatei a 1-a de operații, înființată în Primul Război Mondial și a purtat de-a lungul timpului mai multe denumiri:
- Armata a 1-a de operații;
- Regiunea 1-a Militară;
- Armata 1-a;
- Corpul 1 Armată Teritorial „General IOAN CULCER”

Din anul 2008, marea unitate a avut denumirea prezentă. Comandamentul diviziei a fost situat în municipiul București.